# Trichomycterus puna
Trichomycterus puna — вид сомоподібних риб родини Trichomycteridae. Описаний у 2023 році.

## Назва
Видовий епітет puna відноситься до екорегіону, відомого як Пуна, де мешкає ця риба.

## Поширення
Ендемік Аргентини. Відомий лише у невеликому гірському струмку, притоці річки Коррал-Бланко у провінції Катамарка на північному заході країни.